# Золотниковый клапан
Золотни́к, золотниковый клапан — устройство, направляющее поток жидкости или газа путём смещения подвижной части относительно окон в поверхности, по которой она скользит.

## Применение
- паровые машины — парораспределение;
- паровые турбины — регулирование;
- карбюраторные двухтактные двигатели — регулирование подачи топливовоздушной смеси;
- пневматические и гидравлические системы — системы управления и автоматики;
- золотником также называется воздушный невозвратный клапан автомобильной шины.

## Устройство

Рис. 1. Коробчатый золотник

Коробчатый золотник представляет собой перевёрнутую коробку 1, попеременно перемещаемую золотниковой тягой 2 вправо и влево по золотниковому зеркалу 3 с прямоугольными окнами 4 и 5. В зависимости от положения золотника, окна сообщаются или с замкнутым пространством 6, окружающим золотник и заполненным рабочим телом, или с полостью 7, соединённой с атмосферой или конденсатором. Через окно в левой части анимации в замкнутое пространство 6 может впускаться, например, пар, который при одном положении золотника через окно 4 входит в левую полость расположенного горизонтально цилиндра с поршнем, а при другом — через окно 5 в его правую полость, обеспечивая движение совершающего механическую работу поршня, соответственно, слева направо и справа налево. Поршень может быть соединён, например, с колесом паровоза, обеспечивая его вращение, а золотник может быть соединён с тем же колесом, чем обеспечивается автоматичность движения золотника при движении поршня.
Недостаток коробчатого золотника — неуравновешенность, вследствие которой рабочее тело сильно прижимает его к зеркалу, что вызывает износ трущихся поверхностей и требует значительных усилий для передвижения золотника.

Рис. 2. Цилиндрический золотник

Цилиндрический золотник по принципу действия аналогичен коробчатому, но полностью уравновешен. Такой золотник обычно имеет два поршня 1 и 2 на общем штоке 3, перемещающихся в снабжённой окнами втулке 4. В системах гидравлического регулирования высокой точности цилиндрическому золотнику иногда сообщают непрерывное вращательное движение вокруг оси или колебательное вдоль оси с целью повысить чувствительность системы путём замены трения покоя трением скольжения.
На советских паровозах наибольшее распространение получил раздвижной цилиндрический золотник Трофимова. От обычного золотника он отличается тем, что поршни не закреплены жёстко на штоке, а могут перемещаться вдоль него. Максимальное (рабочее) расстояние между поршнями ограничивается с помощью упорных шайб. Такая конструкция позволяет отказаться от специальных устройств беспарного хода (устройств, снижающих сопротивление перемещению паровоза на выбеге при закрытом регуляторе) — байпассов. При закрытии регулятора оба поршня золотника смещаются к середине, обеспечивая соединение рабочих объёмов цилиндра друг с другом через выхлопной коллектор. При открытии регулятора пар раздвигает поршни, и золотник Трофимова начинает работать как обычный цилиндрический золотник.

Рис. 3. Крановый золотник

Крановый золотник по существу представляет собой коробчатый золотник 1, согнутый вокруг оси, перпендикулярной направлению его движения, и вставленный в цилиндрическую втулку 2 с двумя окнами 3 и 4. Качаясь вокруг неподвижной оси 5, золотник сообщает или разобщает окна с камерами 6 и 7.

## Карбюраторные двухтактные двигатели

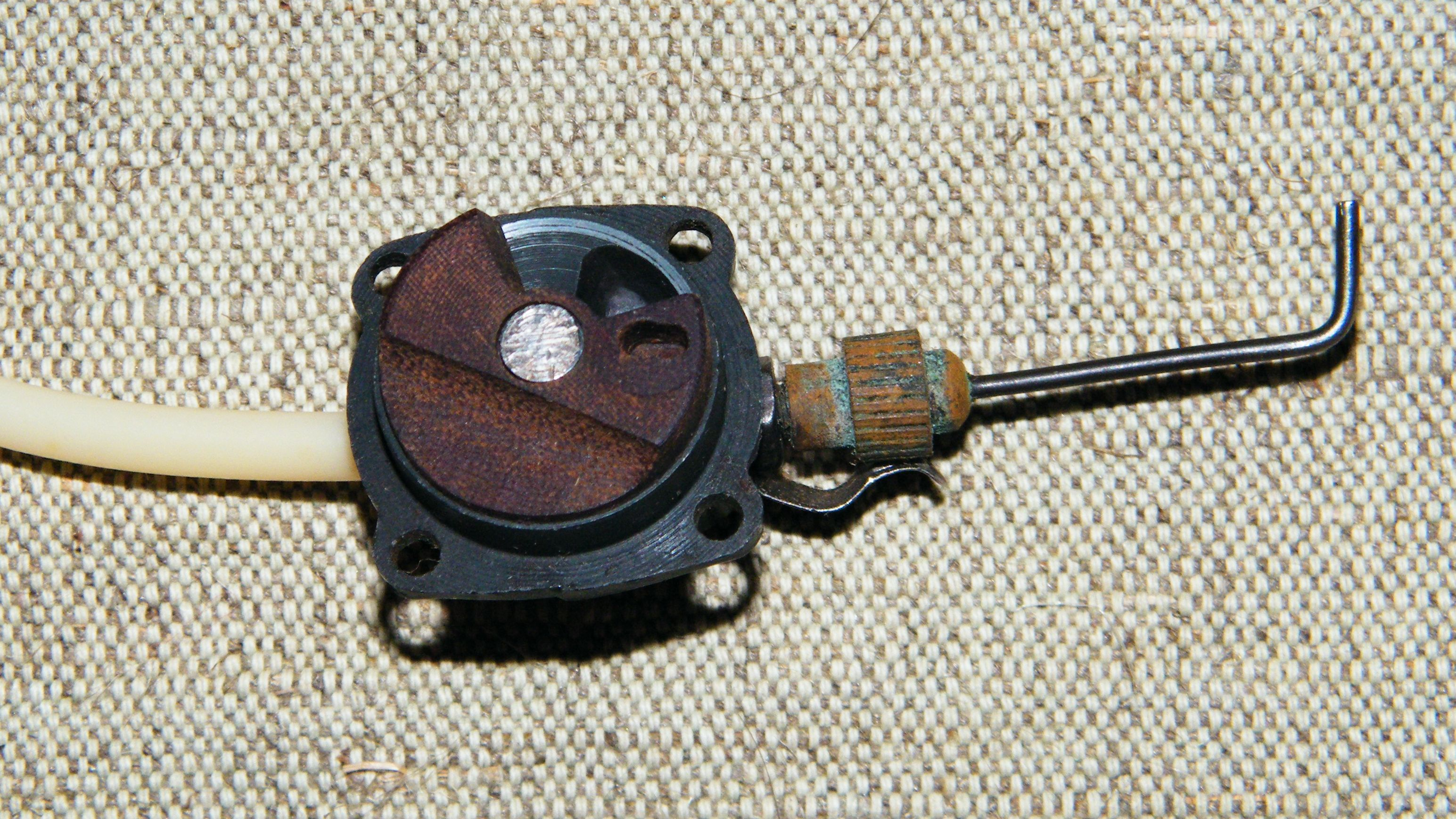
Золотниковый газораспределительный механизм двухтактного двигателя
На фотографии деталь авиамодельного компрессионного двигателя «МК-12В»

Золотниковый газораспределительный механизм также применяется на карбюраторных двухтактных двигателях внутреннего сгорания, представляет вращающуюся текстолитовую шайбу с профилированным сегментным вырезом, предназначен для регулирования подачи топливовоздушной смеси. Привод — от коленвала двигателя.